# Инвестиционный фонд Российской Федерации
Инвестиционный фонд Российской Федерации — государственный финансовый фонд Российской Федерации, который существовал в период с 2006 по 2017 год и был предназначен для софинансирования инвестиционных проектов. В соответствии с Бюджетным кодексом Российской Федерации: средства, предусмотренные в федеральном бюджете Российской Федерации, подлежащие использованию в целях реализации инвестиционных проектов. Упразднен в 2017 году из-за неэффективности, а вместо него остались региональные фонды.

## Механизм функционирования Инвестиционного фонда
В законе о федеральном бюджете на 2006 год впервые было предусмотрено образование Инвестиционного фонда объёмом 69,7 млрд руб. На 2007 год запланировано 72 млрд руб. Наполнение фонда происходит за счёт повышения цены отсечения нефти при формировании Стабилизационного фонда и досрочного погашения внешнего долга — то есть за счёт экономии на процентах.
Процедура рассмотрения проектов проходит три основных этапа — инвестиционная комиссия, правительственная комиссия и утверждение на заседании правительства РФ.
Предполагается, что государство будет финансировать бизнес-проекты стоимостью не менее 5 миллиардов рублей в течение пяти лет. Частный инвестор должен будет вложить минимум 25 % средств. Рентабельность проекта должна составлять не менее 4 % и не более 11 %.
Господдержка из инвестиционного фонда будет осуществляться в трёх форматах:
- прямое софинансирование проектов;
- участие в акционерном капитале компании, которая будет заниматься тем или иным проектом;
- система государственных гарантий, которая будет отличаться от действующих гарантий Минфина (так как их не надо прописывать ежегодно в бюджете, и эти средства не «сгорают» по итогам года).

Будет использоваться два типа критериев при отборе проектов: качественные и количественные. К качественным критериям относится, в частности, национальная приоритетность.
В количественные критерии входят:
- общеэкономическая эффективность, которая выражается во вкладе проекта в прирост регионального и внутреннего валового продукта;
- бюджетная эффективность (рост налоговых поступлений);
- финансовая эффективность (внутренняя норма доходности, сроки окупаемости, индекс окупаемости инвестиций).

Количественные критерии утверждаются совместным приказом Минэкономразвития и Минфина.

## Инвестиционные проекты
В феврале 2006 Минэкономразвития объявило первый этап отбора проектов, претендующих на средства Инвестиционного фонда. Он прошёл с 20 марта по 20 мая (в дальнейшем Минэкономразвития намерено не ограничивать сроки отбора проектов и сделать отбор постоянно действующим). В Федеральное агентство по управлению особыми экономическими зонами поступило 46 проектов, из которых 12 были признаны соответствующими требованиям.
26 июля 2006 года правительственная комиссия одобрила 4 первых проекта, претендующих на софинансирование из Инвестиционного фонда. 3 августа правительственная комиссия одобрила ещё 3 проекта. Общая стоимость семи проектов составит 667,7 млрд руб. Их финансирование из Инвестфонда запланировано на уровне 164 млрд руб. Каждый из проектов будет оформлен инвестиционным соглашением.
- Строительство автодороги «Западный скоростной диаметр» в Санкт-Петербурге протяжённостью 46,4 км. Сумма реализации проекта составляет 82,7 млрд руб., в том числе 28 млрд руб. бюджетных средств.
- Строительство первой очереди скоростной платной автомобильной дороги Москва-Санкт-Петербург с 15-го по 58-й километр. Стоимость проекта 54 млрд руб., из Инвестфонда будет выделено 25,8 млрд руб. Строительство должно начаться в 2007 году.
- Комплексное развитие Нижнего Приангарья, на реализацию которого планируется затратить 358,7 млрд руб. (из Инвестфонда — 34,22 млрд руб.). Средства предлагается потратить на развитие транспортной инфраструктуры и на подготовку зоны затопления Богучанской ГЭС. Также планируется построить Богучанский газоперерабатывающий завод, Чадобский цементный завод, каскад Нижнеангарских ГЭС, Пороженский завод ферросплавов, Богучанское энерго-металлургическое объединение, а также лесопромышленный комплекс.
- Строительство Нижнекамского нефтеперерабатывающего комплекса в Татарстане, предложенный компанией «Татнефть». Общая стоимость проекта составляет 130,2 млрд руб. (финансирование из Инвестфонда — 16,5 млрд руб.).
- Создание транспортной инфраструктуры для освоения минерально-сырьевых ресурсов юго-востока Читинской области, представленный компанией «Норильский никель». Общая стоимость проекта составляет 141,35 млрд руб. (из Инвестфонда — 40,9 млрд руб.).
- Строительство нового выхода на Московскую кольцевую автомобильную дорогу федеральной трассы М-1 Москва-Минск. Его стоимость — 17,6 млрд руб. (из Инвестфонда — 10,01 млрд руб.). Проект внесён Федеральным дорожным агентством. Инвестор будет определён по результатам концессионного конкурса, после чего доля госучастия в строительстве дороги может быть снижена.
- Строительство Орловского тоннеля под Невой в Санкт-Петербурге. Общая стоимость проекта — 26 млрд руб. (из Инвестфонда — 8,8 млрд руб.). Этот проект будет реализовываться в рамках концессии.

27 декабря 2007 года инвестиционная комиссия при Правительстве России приняла решение о выделении из Инвестиционного фонда России 26,9 млрд руб. на строительство новой фабрики по производству микросхем по технологии 0,045-0,065 мкн. Общая стоимость проекта, который будет реализовывать компания «Ситроникс» 58 млрд руб. Компания получит 51 %, а государство — 49 %.